# Elbek og Vejrup A/S
Elbek & Vejrup A/S er en dansk IT-konsulentvirksomhed, der specialiserer sig i forretningsudvikling indenfor Microsoft Dynamics 365 Business Central, samt løsninger inden for dataanalyse, rapportering og kunstig intelligens (AI). Virksomheden blev grundlagt i 1995 og har hovedsæde i Aarhus, med yderligere kontorer i København, Kolding, Herning og Aalborg. 
Virksomheden blev stiftet af Niels Elbek og Lars Vejrup. Niels Elbek er hovedaktionær i virksomheden, der, siden 2024, har Anders Ritter Bonnerup som administrerende direktør. 
Elbek & Vejrup har omkring 200 medarbejdere..